# Амлинский, Владимир Ильич
Влади́мир Ильи́ч Амли́нский (22 августа 1935, Москва — 30 ноября 1989, Москва) — советский писатель, публицист, сценарист, педагог.

## Биография
Родился 22 августа 1935 года в Москве в семье Ильи Ефимовича Амлинского  (1902—1979), доктора биологических наук, профессора, специалиста в области истории естествознания. Внук революционера и общественного деятеля России В. А. Анисимова.
В 1950—1951 годах примыкал к молодёжной подпольной организации «Союз борьбы за дело революции», которая обвиняла Сталина в бонапартизме и отходе от ленинских идей.  Зимой 1951 года был арестован МГБ СССР вместе с остальными участниками и допрошен, но отпущен как непричастный к собственно политическим целям организации.
В 1953 году поступил на сценарный факультет Всесоюзного государственного института кинематографии (мастерская Иосифа Маневича и с 1954 года Алексея Каплера), который окончил в 1958 году.
По окончании института работал разъездным корреспондентом по Сибири и Дальнему Востоку в газетах «Советская Россия» и «Литературная газета», а также на Всесоюзном радио. Свой первый рассказ «Станция первой любви» (1958) опубликовал в журнале «Юность», которому сохранил верность до конца жизни. С 1969 года был членом его редколлегии. 
Автор сценария фильма «День первый, день последний» (киностудия имени А. Довженко, 1978).
В перестройку опубликовал документальную повесть об отце «Оправдан будет каждый час…» (1986) и очерк о Николае Бухарине «На заброшенных гробницах…» (1988).
Член Союза писателей СССР (1962). С 1976 года — член правления Союза писателей СССР, секретарь правления Московской писательской организации Союза писателей РСФСР. В 1977 году вступил в КПСС.
В 1970—1980-х годах преподавал в Литературном институте имени А. М. Горького. Среди его учеников такие прозаики, как Андрей Молчанов и Олег Корабельников.
В 1967—1977 годах жил в ЖСК «Советский писатель» — Красноармейская улица, д. 21 (до 1969 года 1-я Аэропортовская ул., д. 20), затем на улице Черняховского.

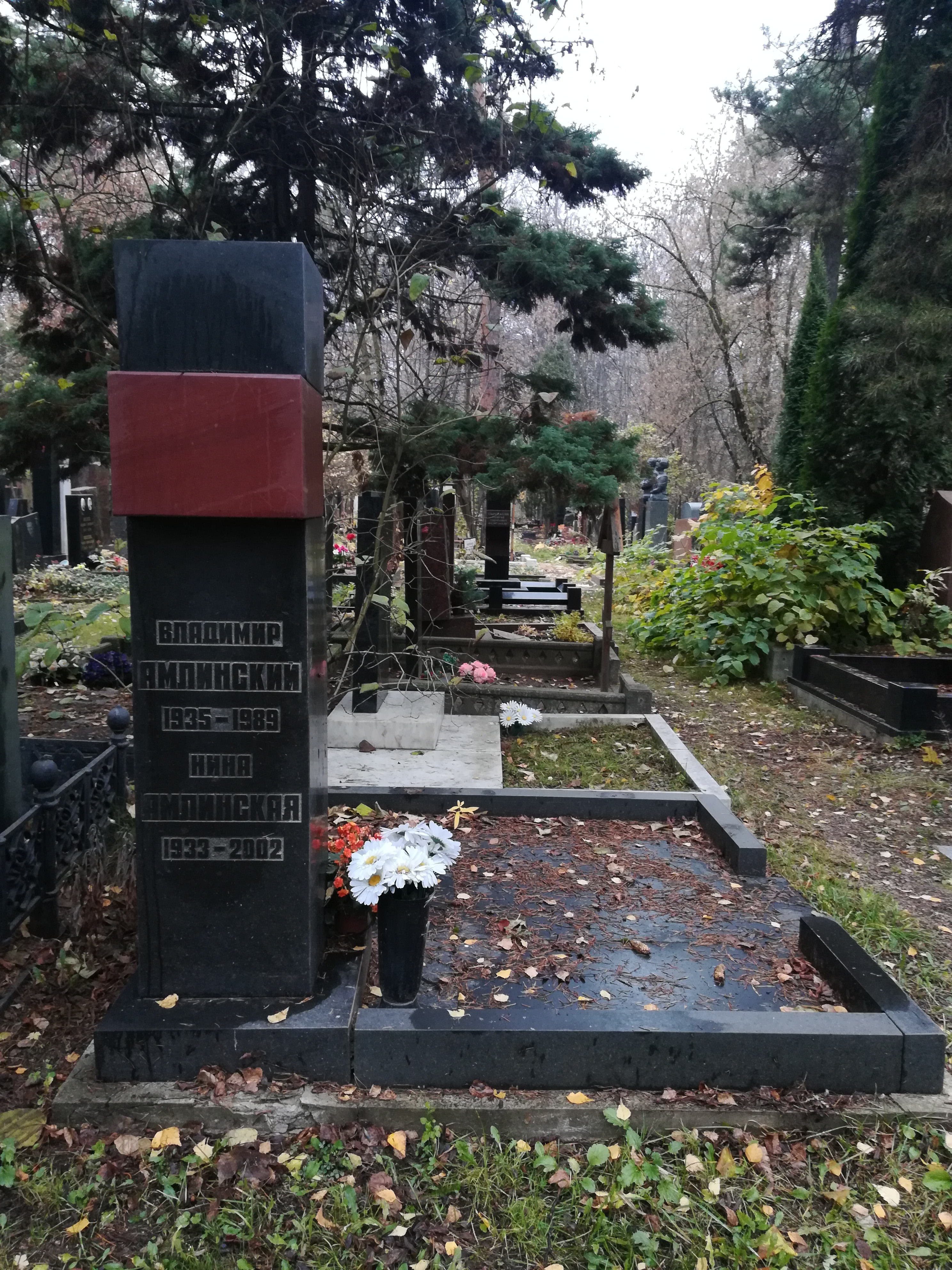
Могила на Кунцевском кладбище

Умер 30 ноября 1989 года в Москве. Похоронен на Кунцевском кладбище.
Сын — Андрей Амлинский (род. 1962), копирайтер.

## Награды и премии
- премия Ленинского комсомола (1980) — за книги «Жизнь Эрнста Шаталова» и «Нескучный сад»
- премия Московского комсомола (1976)
- орден Дружбы народов

## Сочинения

### Проза
1. 1961 — «Станция первой любви»: Рассказы. М
2. 1963 — «Друг с другом». М
3. 1966 — «Тучи над городом встали»: Рассказы. М
4. 1967 — «Первая бессонница»: Рассказы. М
5. 1969 — «Среди людей»: Очерки. М
6. 1970 — «Музыка на вокзале»: Повести и рассказы. М
7. 1973 — «Среди людей»: Рассказы и очерки. М
8. 1974 — «Возвращение брата»: Роман. М
9. 1974 — «На рассвете, в начале дороги». М
10. 1976 — «День и вечер»: Повести, роман, рассказы. М
11. 1976 — «Одна из ночей директора»: Повести и роман. Рассказы. М
12. 1979 — «Нескучный сад»: Повесть. Романы. Рассказы. М
13. 1979 — «Полтора часа дороги»: Роман, повесть, киноповесть, рассказы, публицистика. М
14. 1981 — «Над рекой Кизир»: Роман, повести, рассказы, публицистика. М
15. 1981 — «Сегодня и навсегда»: Роман. Повесть. Рассказы. М
16. 1982 — «Московские страницы»: Повесть. Роман. Рассказы. М
17. 1983 — «Ремесло»: Роман «Новый мир» 1983 №
18. 1984 — «Борька Никитин»: Повесть. М
19. 1984 — «Бывший Машков переулок». М. («Библиотека юношества»)
20. 1985 — «След». М
21. 1987 — «Возвращение брата»
22. 1989 — «Оправдан будет каждый час» (повесть об отце)